# Giovacchino Forzano
Pour les articles homonymes, voir Forzano.
Giovacchino Forzano, né le 19 novembre 1883 à Borgo San Lorenzo, dans la province de Florence, en Toscane et mort le 28 octobre 1970  à Rome, est un dramaturge, librettiste, metteur en scène d'opéra et réalisateur de cinéma italien.

## Biographie
En 1920, Giovacchino Forzano est metteur en scène à La Scala de Milan, poste qu'il occupe jusqu'en 1930 et en devient directeur.[réf. nécessaire]
Il a notamment écrit des livrets d'opéras au début du XXe siècle, dont ceux de Suor Angelica et de Gianni Schicchi pour Giacomo Puccini.
Il est le père du réalisateur et scénariste Andrea Forzano.

## Livrets
- Notte di leggenda (Alberto Franchetti, 1915)
- Lodoletta (Pietro Mascagni, 1917)
- Suor Angelica (Giacomo Puccini, 1918)
- Gianni Schicchi (Giacomo Puccini, 1918)
- Edipo re (Ruggero Leoncavallo, 1919)
- Il piccolo Marat (Pietro Mascagni, 1921)
- Glauco (Alberto Franchetti, 1922)
- Gli amanti sposi (Ermanno Wolf-Ferrari, 1925)
- Sly (Ermanno Wolf-Ferrari, 1927)
- Il re (Umberto Giordano, 1929)

## Filmographie partielle
- 1932 : Il dono del mattino d'Enrico Guazzoni
- 1933 : Camicia nera (it)
- 1936 : Coup de vent coréalisé avec Jean Dréville
- 1936 : Sous la terreur coréalisé avec Marcel Cravenne
- 1936 : Les Cent Jours
- 1939 : Tredici uomini e un cannone
- 1941 : Ragazza che dorme